# Oktober 1999
Dit artikel geeft een chronologisch overzicht van alle belangrijke gebeurtenissen per dag in de maand oktober van het jaar 1999.

## Gebeurtenissen

### 2 oktober
- Het Angolees voetbalelftal wint de derde editie van de COSAFA Cup door in de finale (over twee wedstrijden) buurland Namibië te verslaan.

### 3 oktober
- De Keniase atleten Paul Tergat en Tegla Loroupe winnen in Palermo de wereldtitel op de halve marathon.

### 5 oktober
- 31 mensen komen om het leven bij een treinongeval in West-Londen.

### 9 oktober
- In een oefenwedstrijd in de Amsterdam Arena speelt het Nederlands voetbalelftal met 2-2 gelijk tegen Brazilië. Voor Oranje scoren Dennis Bergkamp en Boudewijn Zenden.

### 10 oktober
- Rusland wil de veiligheidszone in het noorden van Tjetsjenië uitbreiden. Premier Vladimir Poetin en minister van Defensie Sergejev zeggen op de staatstelevisie zelfs bereid te zijn de Russische troepen te laten oprukken naar de Tsjetsjeense hoofdstad Grozny.
- De Portugese socialisten weten niet de voorspelde absolute meerderheid in het parlement te veroveren. De partij van premier Antonio Guterres blijft bij de verkiezingen steken op 113 zetels, drie te weinig.
- Bij de 20ste editie van de WK judo, die worden gehouden in Birmingham, eindigt Nederland als zestiende in het medailleklassement, dankzij drie bronzen medailles die worden behaald door Patrick van Kalken, Dennis van der Geest en Jessica Gal.

### 11 oktober
- De Albanese premier Pandeli Majko verliest het leiderschap van de Socialistische Partij aan ex-premier Fatos Nano. Oppositie en oud-president Sali Berisha roept vervolgens op tot nieuwe verkiezingen.

### 12 oktober
- Cabaretier Youp van 't Hek besluit zijn oudejaarsconference af te gelasten omdat het merendeel van de kaarten tegen "woekerprijzen" wordt verkocht door "zwarthandelaren".
- Een Duits forensisch team vindt bij de stad Orahovac in het zuidwesten van Kosovo een massagraf.
- In een vluchtelingenkamp in Burundi vallen Hutu-rebellen een hulpkonvooi van de Verenigde Naties aan en doden negen mensen.
- Volgens de Verenigde Naties wordt de 6 miljardste mens geboren in Sarajevo.
- Vandalen van vijf Nederlandse voetbalclubs roepen op internet andere harde kernen van voetbalsupporters op om samen een groot hooliganleger te vormen.

### 13 oktober
- De Russische ultranationalist Vladimir Zjirinovski riht, twee dagen nadat zijn politieke partij van deelname aan de verkiezingen was uitgesloten, een nieuw politiek blok op.
- Zeven medewerkers van de Verenigde Naties worden in de afvallige Georgische provincie Abchazië in gijzeling genomen.
- VVD-minister Annemarie Jorritsma van Economische Zaken wil om de concurrentie te verhogen het aantal benzinepompen fors uitbreiden. Langs de rijkswegen, aan provinciale wegen en in de bebouwde kom moeten veel meer tankstations komen, zo staat in een advies van haar ministerie.
- Op de nieuwste FIFA-wereldranglijst bezet Brazilië de eerste plaats, gevolgd door Tsjechië en Frankrijk.

### 18 oktober
- De Basiliek van Onze Lieve Vrouw ten Hemelopneming te Zwolle verkrijgt de eretitel basiliek van Paus Johannes Paulus II.

### 20 oktober
- Abdurrahman Wahid wordt gekozen tot president van Indonesië.

### 25 oktober
- Een vliegtuig dat op weg was van Orlando naar Dallas stort neer in de buurt van Mina (South Dakota). Alle 6 inzittenden, waaronder Payne Stewart, komen om.

### 27 oktober
- Schutters brengen 8 mensen om het leven in het Armeense parlement waaronder eerste minister Vazgen Sargsyan en parlementsvoorzitter Karen Demirchyan.

### 31 oktober
- Vlucht 990 van EgyptAir van New York naar Caïro stort neer voor de kust van Nantucket, Massachusetts. Alle 217 inzittenden komen om.

<< · januari · februari · maart · april · mei · juni · juli · augustus · september · oktober · november · december · >>